# دانيال مولينغز
دانيال مولينغز (بالإنجليزية: Daniel Mullings)‏ مواليد 26 يوليو 1991 في تورونتو، هو لاعب كرة سلة كندي. بدأ مسيرته الاحترافية في سنة 2015. يلعب في الدوري الفنلندي لكرة السلة. يحمل الرقم 5. يبلغ طوله 6 قدم 2 بوصة (1.9 م). حقق المركز الثاني في دورة الألعاب الأمريكية 2015.

## الميداليات
| الميدالية | المسابقة                    |
| --------- | --------------------------- |
| فضية      | دورة الألعاب الأمريكية 2015 |

## روابط خارجية
- دانيال مولينغز على موقع الاتحاد الدولي لكرة السلة (الإنجليزية)
- دانيال مولينغز على موقع كرة السلة الأوروبية.كوم (الإنجليزية)
- دانيال مولينغز على موقع كلية كرة السلة في سبورتس رفرنس.كوم (الإنجليزية)
- دانيال مولينغز على موقع ريلجم (الإنجليزية)
- دانيال مولينغز على موقع بروبوليرز (الإنجليزية)